# 5

## Události
- Plavba k mysu Skagenu pod vedením Tiberia (Římané a Frízové)
- Založeno město Nijmegen

## Hlava státu
- Římská říše – Augustus (27 př. n. l. – 14)
- Parthská říše – Oródés III. (4–6/7)
- Kušánská říše – Heraios (1–30)
- Čína, dynastie Chan (206 př. n. l. – 220 n. l.) – Pching-ti (1 př. n. l. – 5)
- Markomani – Marobud (?–37)